# Opopaea sudan
Opopaea sudan là một loài nhện trong họ Oonopidae.
Loài này thuộc chi Opopaea. Opopaea sudan được miêu tả năm 2008 bởi Michael Saaristo & Marusik.